# Silent 700

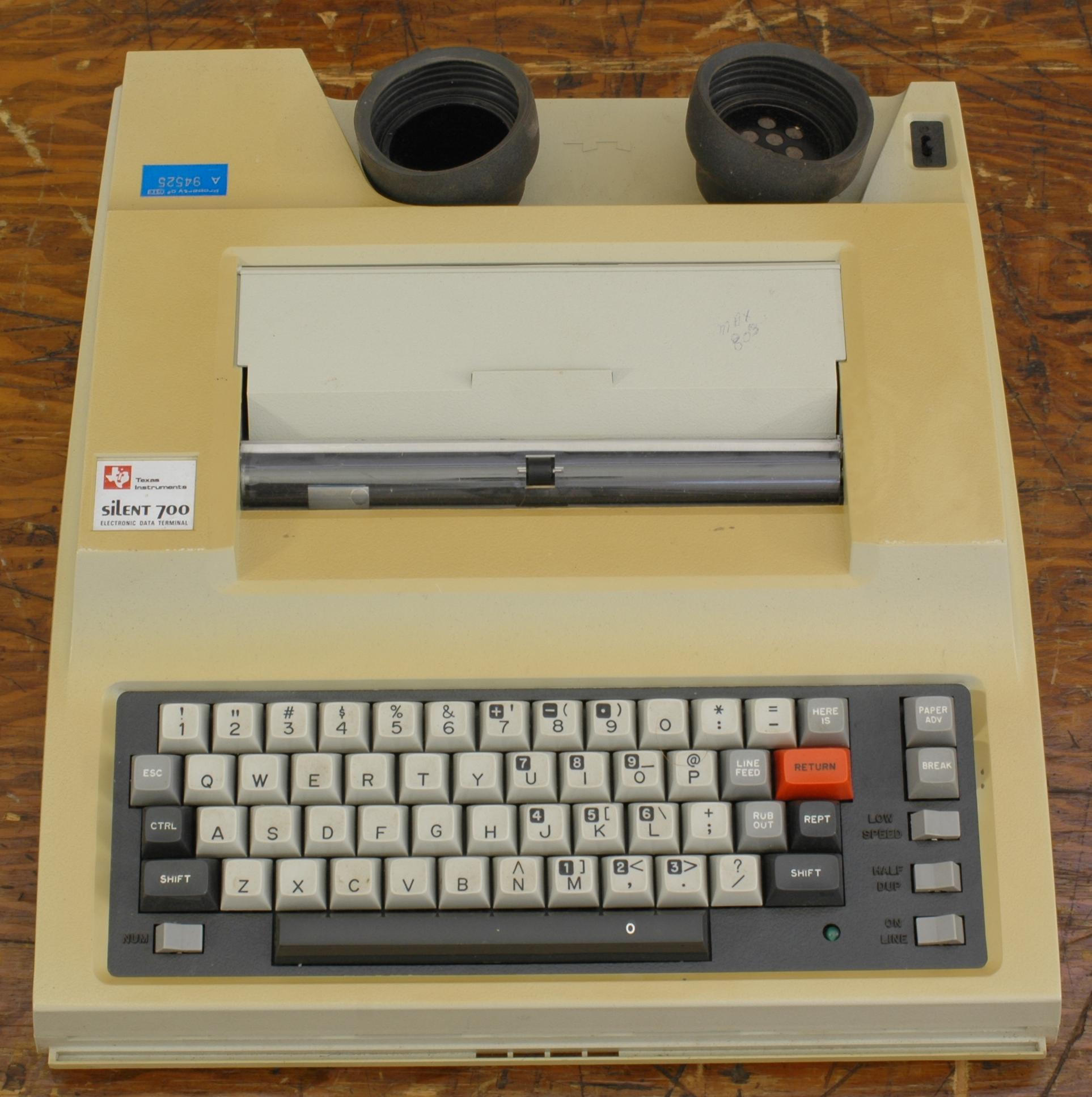
Terminal Silent-700

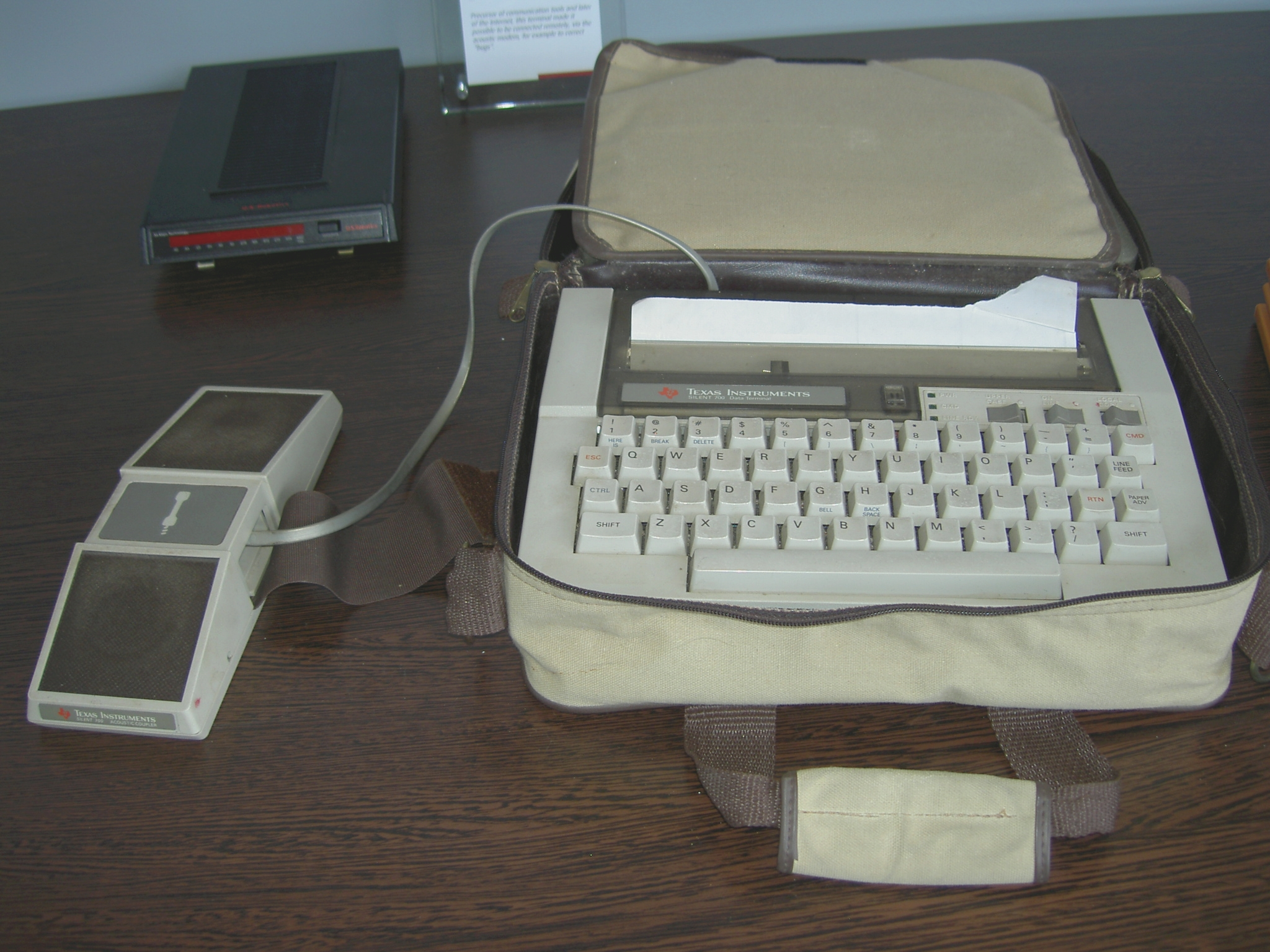
Silent Writer 700

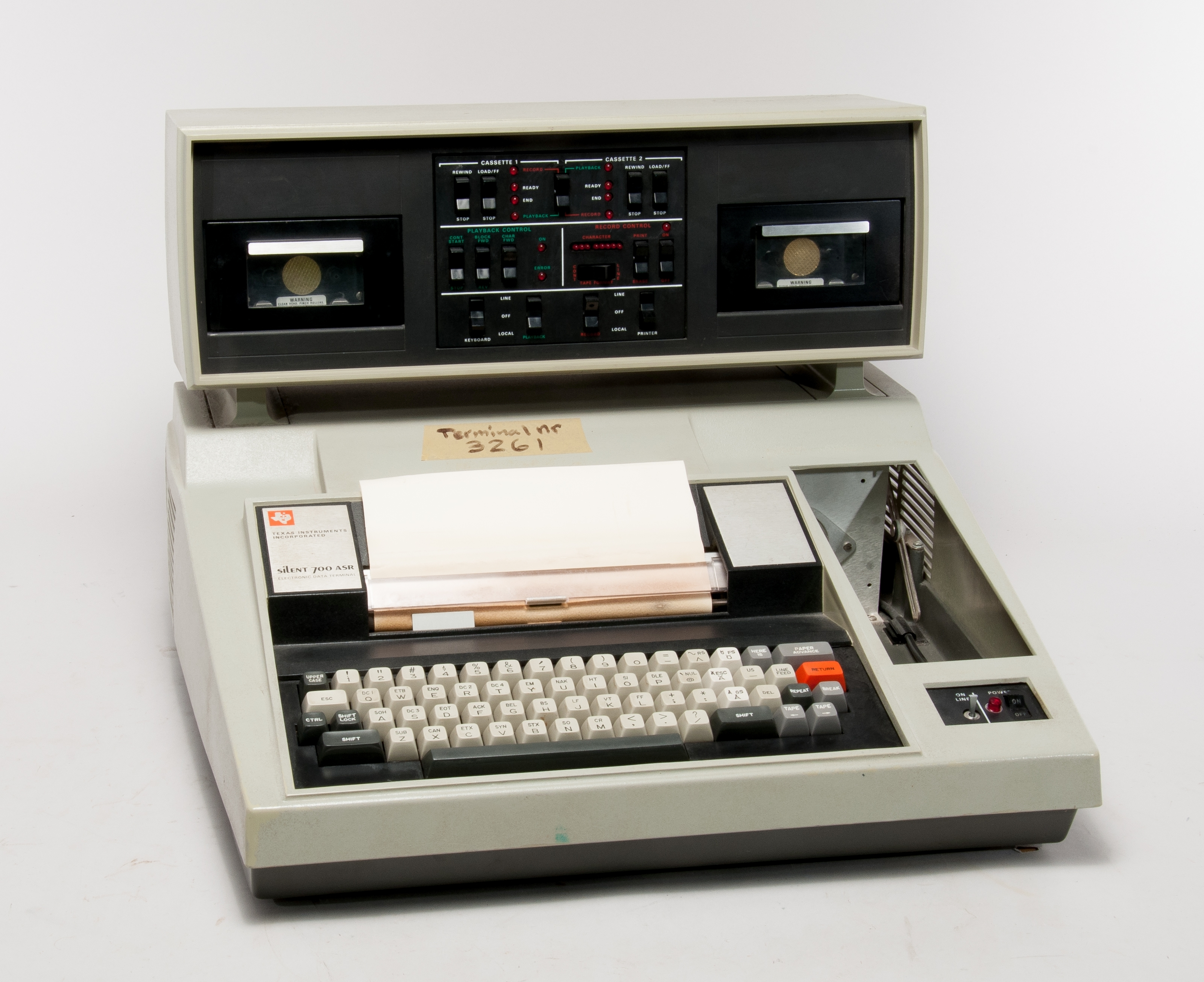
Silent 732 ASR amb unitats de cinta

El model Silent 700, introduït el 1971, va ser una línia de terminals d'ordinador portàtils fabricats per Texas Instruments als anys 70 i 80. Silent 700s imprès amb un element escalfador de matriu de punts de 5 × 7 en un rotlle de paper sensible a la calor. Alguns models estaven equipats amb un acoblador acústic integrat i un mòdem que podia rebre dades a 30 caràcters per segon. Altres models es podien connectar directament als ordinadors a 300 bits per segon (bit/s), i de vegades s'utilitzaven com a consola del sistema on es conservaria un registre impresa de les activitats durant un període.

## Capacitats locals
En alguns models s'hi van incloure un parell de dispositius de cartutx de cinta locals i les dades es podien editar, cinta a cinta, per a la seva posterior transmissió.

## Model 725
El Model 725 va afegir la possibilitat de canviar-seleccionar velocitats de bits de 110, 150 i 300, corresponents a 10, 15 o 30 caràcters per segon.

## Model 745
The Model 745 was introduced late 1975 as "the lightest-weight portable now available."

## 1200 bit/s
A mesura que la comunicació telefònica de 1200 bit/s es va fer més comuna entre els proveïdors de temps compartit, el Silent 700 es va enfrontar al problema que la seva tecnologia de capçal d'impressió simplement no podia "escalfar tots els punts" a 120 caràcters per segon. TI ho va resoldre als seus terminals de la sèrie 780 creant un capçal tèrmic de dos caràcters d'ample, que imprimia 60 parells de caràcters per segon. Això va permetre que la línia de productes sobrevisqués uns quants anys més en el nou entorn informàtic interactiu d'alta velocitat de mitjans dels anys vuitanta.